# Elaine S. Edwards

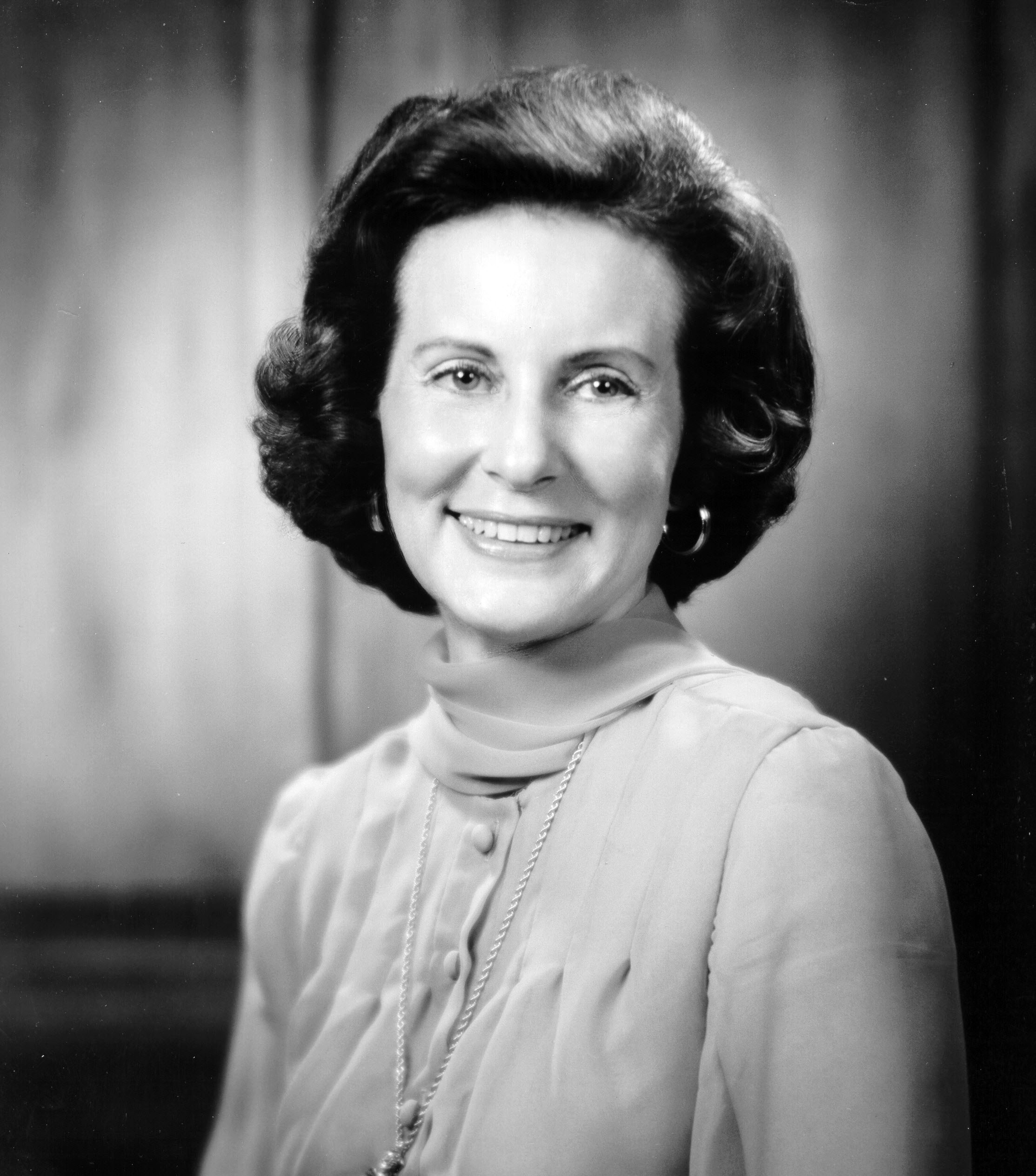
Elaine S. Edwards

Elaine Schwartzenburg Edwards (* 8. März 1929 in Marksville, Avoyelles Parish, Louisiana; † 14. Mai 2018 in Denham Springs, Louisiana) war eine US-amerikanische Politikerin, die den Bundesstaat Louisiana für kurze Zeit im US-Senat vertrat. Sie gehörte dort der Fraktion der Demokratischen Partei an.

## Leben
Als Senator Allen J. Ellender am 27. Juli 1972 starb, wurde sie von Louisianas Gouverneur Edwin Edwards, mit dem sie zwischen 1949 und 1989 verheiratet war, nominiert, um den vakant gewordenen Senatssitz neu zu besetzen, und war somit vom 1. August bis zum 13. November 1972 Mitglied des Kongresses. Zu den Wahlen zur Neubesetzung des vakant gewordenen Senatssitzes trat sie nicht an; ihr Nachfolger wurde Bennett Johnston.